# Shāh Zīleh
Shāh Zīleh (persiska: شاه زیله, Shāhzilleh) är en ort i Iran.   Den ligger i provinsen Khorasan, i den östra delen av landet, 800 km öster om huvudstaden Teheran. Shāh Zīleh ligger 1 320 meter över havet och antalet invånare är 465.
Terrängen runt Shāh Zīleh är platt åt nordväst, men åt sydost är den kuperad.Runt Shāh Zīleh är det glesbefolkat, med 12 invånare per kvadratkilometer. Närmaste större samhälle är Khūsf, 1,7 km öster om Shāh Zīleh. Trakten runt Shāh Zīleh är ofruktbar med lite eller ingen växtlighet.